# Quadrastichodella aenea
Quadrastichodella aenea är en stekelart som beskrevs av Girault 1913. Quadrastichodella aenea ingår i släktet Quadrastichodella och familjen finglanssteklar. Inga underarter finns listade i Catalogue of Life.